# Negova
Negova este o localitate din comuna Gornja Radgona, Slovenia, cu o populație de 329 de locuitori.